# خیرآباد (بشرویه)
خیرآباد یک منطقهٔ مسکونی در ایران است که در دهستان ارسک واقع شده‌است. خیرآباد ۱۶ نفر جمعیت دارد.